# Красносельская волость (Александрийский уезд)
Красносельская волость — административно-территориальная единица Александрийского уезда Херсонской губернии.
По состоянию на 1886 год состояла из 10 поселений, 4 сельских общин. Население 9670 человек (4892 мужского пола и 4778 женского), 1937 дворовых хозяйств.
|                        | Площадь (в т. ч. пахотной) |
| ---------------------- | -------------------------- |
| Сельских общин         | 21 883 (14 587)            |
| Частной собственности  | 2736 (550)                 |
| Казённой собственности | 4273 (575)                 |
| Другой собственности   | 201 (99)                   |
| Всего                  | 29 093 (15 311)            |

Наибольшие поселения волости:
- Красноселье — село при реке Сухой Тясмин в 65 верстах от уездного города, 3631 человек, 757 дворов, православная церковь, базары по понедельникам. За 17 вёрст — железнодорожный полустанок, буфет.
- Веселый Кутъ — село при реке Ингулец, 671 человек, 125 дворов, православная церковь.
- Плоское — село при реке Сребноярка, 911 человек, 160 дворов, православная церковь.
- Цыбулево — село при реке Ингулец, 4657 человек, 722 двора, православная церковь, базары по воскресеньям.